# Ponte Capriasca

Durchmarsch der Haubitzen-Batterie durch Ponte Capriasca zwischen 1914 und 1918

Ponte Capriasca, Glockenturm. Historisches Bild von Leo Wehrli (1942)

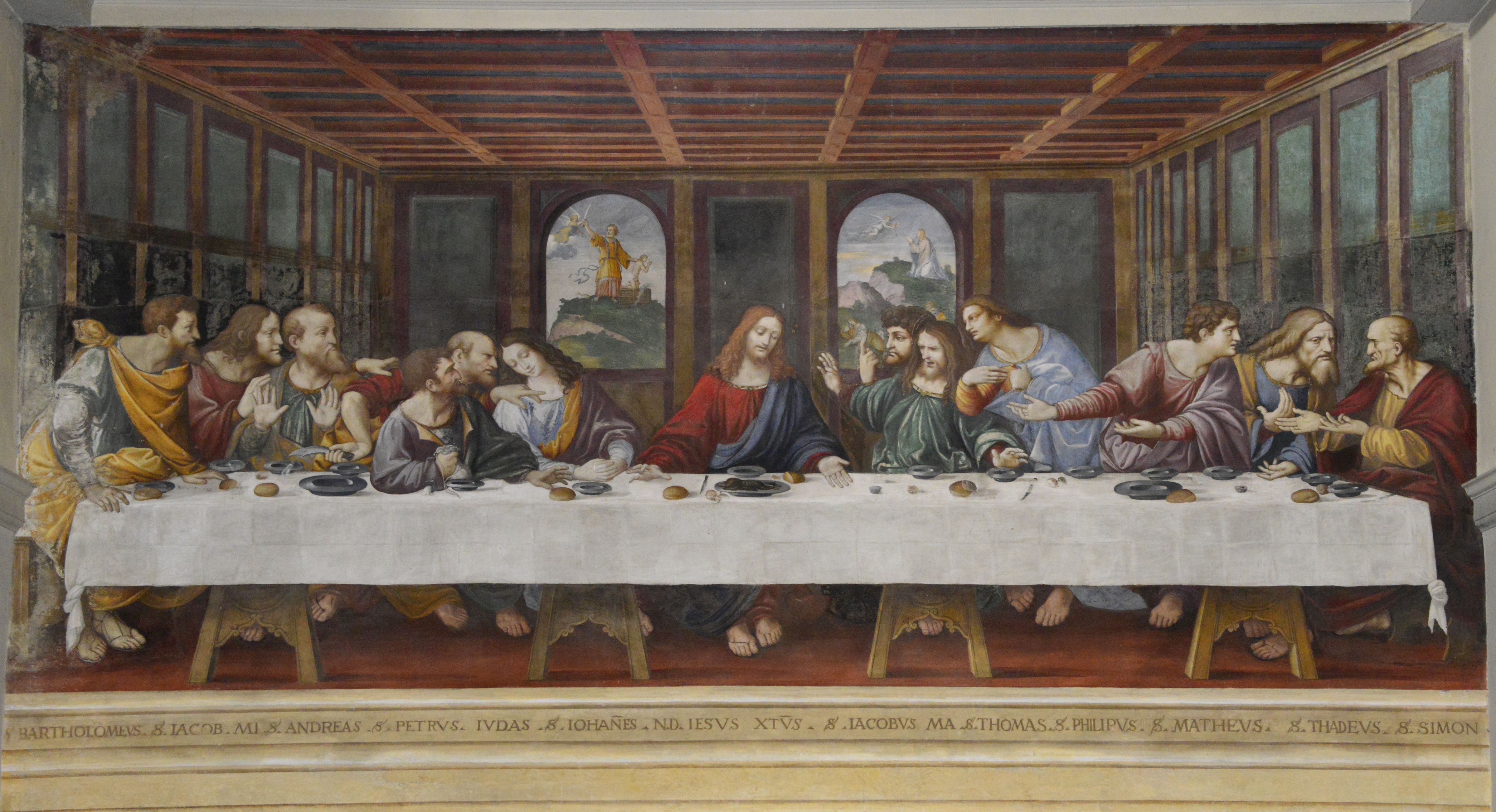
Pfarrkirche Sant’Ambrogio, Abendmahl Jesu von Giampietrino um 1540

Ponte Capriasca ist eine politische Gemeinde im Kreis Capriasca, im Bezirk Lugano des Kantons Tessin in der Schweiz. 

## Geographie
Ponte Capriasca liegt auf 447 m ü. M. einige Kilometer nördlich von Lugano. Die Nachbargemeinden sind im Norden Bellinzona (Exklave im Val di Serdena) und Monteceneri, im Osten Capriasca, im Süden Origlio und im Westen Torricella-Taverne.
Berühmt ist der Ort für seine Kirche, die dem Heiligen Ambrogio gewidmet ist. Diese Kirche hat ein Gemälde des letzten Abendmahls Jesu (Cenacolo) oder Ultima Cena.

## Geschichte
Eine erste Erwähnung findet das Dorf im Jahre 1335 unter dem damaligen Namen Ponte, dann Ponte de Creviasca 1484. Das Dorf stellte in der ersten Hälfte des 15. Jahrhunderts dem Herzog von Mailand 37 Soldaten und Kriegsmaterial. Schon unter den Herzogen und während der Schweizerischen Herrschaft bildete es eine selbständige Gemeinde mit eigenen Satzungen und Privilegien, die schon 1443 erwähnt sind und von den souveränen Kantonen noch 1648 bestätigt wurden, mit völlig unabhängiger Verwaltung und mit ziviler Gerichtsbarkeit bis zum Streitwerte von 10 Dukaten. Ebenso war Ponte nur den souveränen Kantonen steuerpflichtig (392 Lire im Jahr).
1478 hatte die Gemeinde unter dem Einmarsch der Schweizer zu leiden und wurde 1500 von den Ghibellinen von Lugano verwüstet; am 14. April des gleichen Jahres besetzten und zerstörten die Guelfen von Ponte und Sonvico die ghibellinischen Häuser von Lugano.
Mit der Gemeinde Origlio waren Fusionsbestrebungen am Laufen, als neuer Gemeindename wurde Ponte Origlio beantragt. Das Projekt wurde im Dezember 2013 nach ablehnenden Abstimmungen in den Gemeinden fallengelassen. Ponte Capriasca bildet aber nach wie vor eine eigenständige Bürgergemeinde.

## Bevölkerung
Einwohnerzahlen: Volkszählungsdaten

## Sehenswürdigkeiten
- Pfarrkirche Sant’Ambrogio mit Abendmahl des Malers Giovanni Pietro Rizzoli (zugeschrieben); es ist eine vorzügliche Kopie des berühmten gleichnamigen Gemäldes des Leonardo da Vinci, dessen Original sich im Refektorium der Kirche Santa Maria delle Grazie in Mailand befindet, restauriert 1951 und 1989/1992[9][10][11][12] und Kirchhof
- Pfarrhaus mit Fresko Sacra Famiglia[10]
- Oratorium San Rocco[10]
- Altes Gemeindehaus[10]
- Wohnhaus mit Wandbild Madonna mit Heiligen Rocco und Sebastiano[10]
- Wohnhaus mit Fresko Madonna mit Kind[10]
- Wohnhaus mit Portal[10]
- Wohnhaus mit Barock-Balkon[10]
- Schalenstein[10]

## Sport
- Football Club Origlio-Ponte Capriasca[13]